# Tenardyt
Tenardyt (thenardyt) – minerał z grupy siarczanów. Należy do minerałów bardzo rzadkich, występujących tylko w niektórych regionach ziemi.
Nazwa pochodzi od nazwiska francuskiego chemika L.J. Thenarda (1777-1857).

## Charakterystyka

### Właściwości
Zazwyczaj tworzy kryształy o pokroju bipiramidy,  tabliczkowym, słupkowym. Tworzy też charakterystyczne krzyżowe bliźniaki. Występuje w skupieniach ziarnistych. Jest kruchy, przezroczysty. Tworzy pięć odmian polimorficznych, z których jedna jest trwała w warunkach występujących na ziemi.  

### Występowanie
Powstaje jako produkt ewaporacji jezior słonych lub dehydratacji mirabilitu. Spotykany jest jako składnik niektórych skał solnych. Powstaje wśród produktów ekshalacji wulkanicznych (głównie fumaroli). Najczęściej współwystępuje z takimi minerałami jak: glauberyt, gips, halit, sylwin, mirabilit, epsomit.
Miejsca występowania: Hiszpania – jezioro Espartinas koło Aranjuez,  Włochy - Wezuwiusz, Chile – pustynia Atacama, USA, Rosja - okolice Morza Kaspijskiego, Egipt, Libia, Peru.

### Zastosowanie
- stosowany w przemyśle chemicznym (produkcja soli glauberskiej, sody),
- stosowany w przemyśle szklarskim,
- poszukiwany przez kolekcjonerów.